# 밤섬해적단
밤섬해적단(Bamseom Pirates)은 대한민국의 인디 록밴드이다. 인디 음악가의 자립을 돕기 위한 공동체인 "자립음악생산자모임"에 참여하고 있으며, 2010년 7월, 1집 《서울불바다》를 발표하였다.
기타 또는 키보드 같은 멜로디 악기 없이 베이스 기타와 드럼으로 구성된 체제이다. 대부분의 곡들이 1~2분 내외로 짧은 편으로 1집의 경우에는 한 시간이 약간 덜 되는 재생 시간동안 42트랙이 재생된다. 이들의 노래 가사의 주요 내용은 주로 대한민국의 사회 비판과 풍자이다. 다만 전체주의와 배금주의를 비판하기 때문에 신좌파 성향으로 분류된다.
2012년 9월 8일 밴드를 해체하였다고 발표했으나, 2013년 9월 새 EP 김정일카섹스를 발매하고 활동을 재개하였다. Sun Eaters Fest, 잔다리 페스타 등의 인디 음악 행사에서 공연을 하였다. 밤섬해적단 서울불바다의 시사회에 따르면 이들은 음악적 견해 차이로 해체됐다고 발표했다.
홍익대학교 앞에서 활동하는 인디 록밴드들이 자본에 종속되지 않고서 자유롭게 음악 활동을 할 수 있을 방법에 대해 궁리하는 소규모 협동조합으로, 2010년 5월 1일 재개발로 철거 위기에 놓인 칼국수집 두리반에서의 노동절 공연을 시작으로 여러 가지 음악적 시도를 하고 있다. 참여하고 있는 아티스트 또는 그룹으로는 밤섬해적단과 더불어 아마츄어증폭기의 한받, 불길한 저음의 박다함, 하헌진, 회기동 단편선, 노 컨트롤 등이 있다.
홍대 앞 두리반에 연대한 음악가들을 다룬 다큐멘터리 <파티51>에 주연으로 출연했다.
1집 앨범 <서울불바다>를 다큐멘터리 영화로 만든 <밤섬해적단 서울불바다>가 다큐멘터리 영화제에서 심사위원 특별상을 수상하기도 하였다.
2006년 멤버
- 권용만: 드럼
- 장성건: 보컬
- 이지원: 기타
- 김준영: 베이스

2009년 멤버
- 권용만: 드럼, 코러스
- 장성건: 보컬, 베이스

기타 관련인
- 박정근: 매니저

## 디스코그래피
- 1집 《서울불바다》 (2010년) - 42 Tracks, 52분 17초
- 《자립음악생산자모임 컴필레이션 Vol.1》 (2010) - Track 08. '국민의 명령' 참여
- 《The Split》 (2011년) - 앵클어택과의 스플릿 앨범
- 《김정일 카섹스》 (2013) EP

## 기타
- 드럼 주자인 권용만은 삼류만화패밀리의 운영자인 '보노'와 동일인물이다.

## 같이 보기
- 다큐멘터리 영화: 밤섬해적단 서울불바다